# 宇治八の宮
宇治八の宮（うじはちのみや）は、紫式部の『源氏物語』の登場人物の一人。『源氏物語』五十四帖中、第四十五帖「橋姫」で登場し、第四十六帖「椎本」で死去する。宇治八宮、八の宮、桐壺帝八の宮、とも称される。

## 人物
桐壺帝の第八皇子。母は大臣家出身の女御。朱雀帝・光源氏・蛍兵部卿宮らの異母弟。物語終盤、宇治十帖のヒロインである宇治の大君・中君・浮舟の父。
なお、大君と中君は八の宮と北の方（正妻）との間に生まれ、宮家の姫としての扱いを受けているが、浮舟は北の方の死後、北の方の姪にあたる女房・中将の君との間に生まれており、八の宮には娘だと認められていない。

## 生涯
高貴な母方を持つ皇子として生まれ、北の方も大臣の娘であることから、若年時は有力な親王として将来を期待されていたと思われる。しかし光源氏に反感を持つ弘徽殿大后によって、源氏が後見人となっていた当時の東宮、第十皇子（後の冷泉帝）追い落としの対抗馬として担ぎ上げられてしまう。そのために源氏周辺とは疎遠となり、源氏が権勢をほしいままにした世では忘れ去られた存在であった。（「世にかずまへられたまはぬ古宮」と表現されている）
父の帝・母の女御を早くに亡くした後は頼れる後見人もおらず、北の方も次女である中君を出産した後に亡くなってしまう。高貴の人らしく鷹揚すぎる性格であるためか、母方から相続した遺産なども多くは失ってしまい、音楽などの芸事のみに没頭し処世の力を持たぬまま年月を送る。ろくに伺候する者もなく、手元も不如意な心細い状態ながらも大君と中君を慈しみつつ都で暮らしていたが、邸宅が火事で焼亡したことを契機に宇治の山荘に姫君たちと共に隠棲した。
宇治ではある阿闍梨に師事して長年仏道に専心し、深い知識と道心を得る。しかし母を亡くした二人の娘が気掛かりで出家する事もままならずに俗体のままで過ごし、「俗聖」とも呼ばれていた。
あるとき、師の阿闍梨が冷泉院に八の宮の暮らしぶりを言上したため、その場に居合わせた薫も宮のことを知る。厭世心の強い薫は「俗聖」八の宮に興味を持って文通を始め、後には自身で宇治に訪れて親交を深めるようになった。薫が八の宮を尊重し生活なども援助したため、薫に目を掛けている冷泉院からも始終使いが訪れるようになり、さびしかった山荘にも人の出入りが見られるようになった。（「橋姫」）
数年後、八の宮は重い厄年を迎えて死期を感じ、さらに仏道修行に励む。宮は婚期を外れた（大君二十五歳、中君二十三歳。当時の感覚では「若い」とは言えない）娘達を、自分の死後軽んじられるような立場にはすまいと苦慮した結果、中納言に昇進した薫に改めて娘達の後見を託した。その後しばらくして山寺に参籠するが、そこで病を得る。病は数日のうちに重篤となり、八月二十日前後にそのまま死去した。その遺体は娘たちと対面することもなく、阿闍梨の指示で葬送される。（「椎本」）

## 八の宮の山荘
宇治川沿いにある八の宮の山荘は、宇治十帖の重要な舞台のひとつであり、多くの事件が起こる。
- 薫が八の宮の姫君達と出会い、想いを寄せていた大君を失う
- 薫が出生の秘密を知る（薫の実父、柏木の乳母子であった女房・弁が八の宮に仕えており、薫に出生の秘密を知らせ、柏木の残した秘密の手紙類を手渡す）
- 薫が浮舟を隠して住まわせる
- 匂宮が浮舟と密通する
- 浮舟が薫・匂宮との三角関係に悩み、自殺を決意する

## 他作品との関連
「政争に巻き込まれたために隠遁を余儀なくされ、仏道に励む皇子」という八の宮の人物像は、『伊勢物語』などにも登場する惟喬親王と類似する。また、『とりかへばや物語』に登場する「吉野山の宮」は、都から離れて隠棲し二人の姫君を持つ点や厭世心の強い主人公と親交を深める点など多くの共通点があり、八の宮像の強い影響を受けていると思われる。